# Hiszpańska flota skarbów

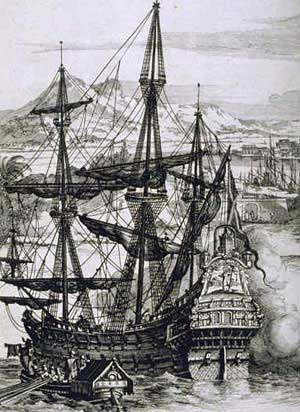
Hiszpański galeon

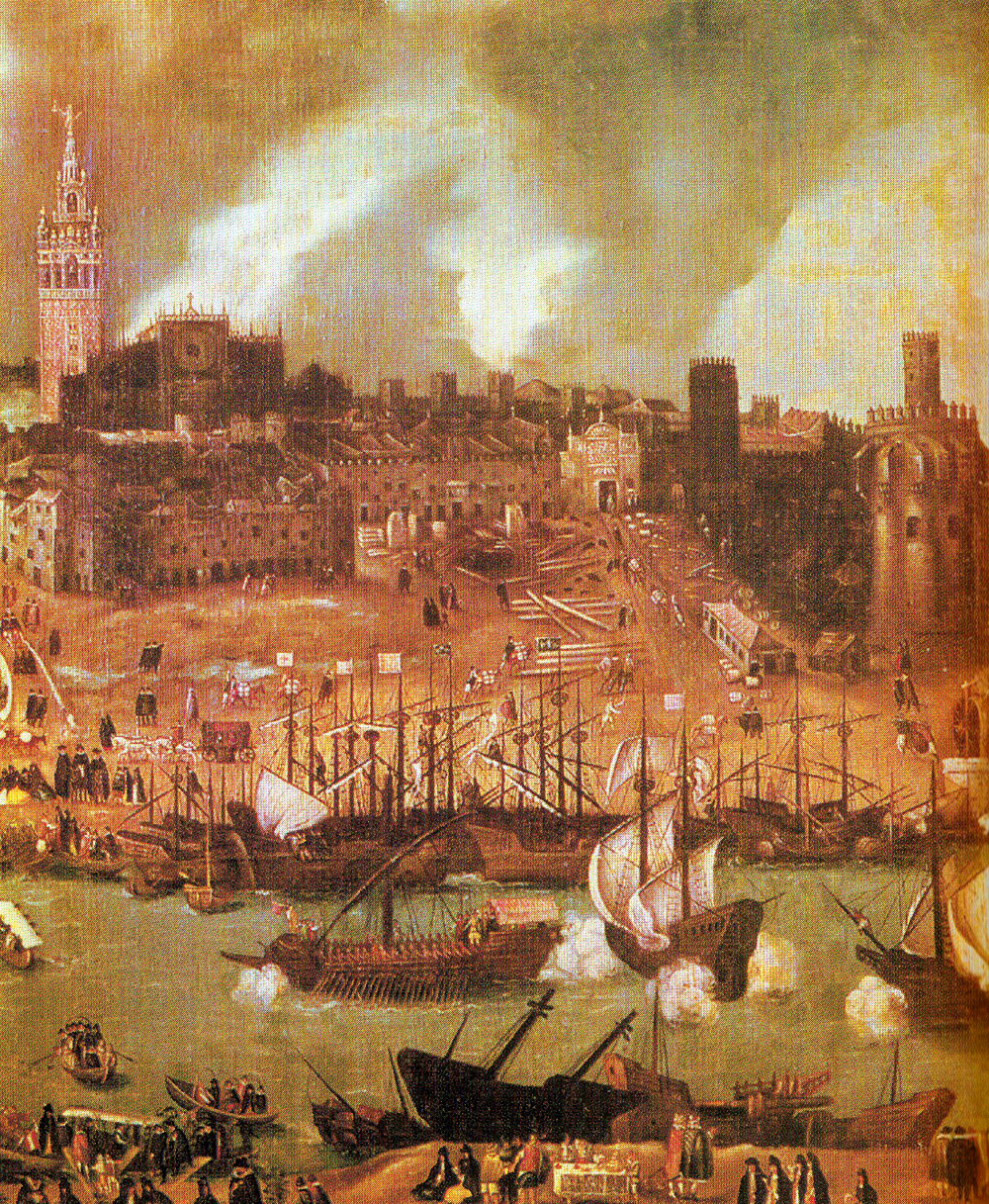
Galeony na rzece Gwadalkiwir w Sewilli, XVI wiek

Pomiędzy XVI a XVIII wiekiem hiszpańskie floty skarbów transportowały zdobycze z hiszpańskich kolonii nowego świata w środkowej Ameryce do Hiszpanii. Najczęściej przewożono srebro, złoto, kamienie szlachetne, przyprawy, kakao i inne egzotyczne dobra. Inna flota, nazywana „Galeonami Manili”, przewoziła chińskie towary z Filipin do Acapulco, w zamian otrzymując meksykańskie i peruwiańskie srebro. Załadunek z Azji transportowano lądem do Veracruz – portu przeładunkowego floty atlantyckiej.
Hiszpańskie statki przewoziły skarby Nowego Świata od czasów pierwszych ekspedycji Kolumba, jednak system konwojów wprowadzono dopiero w roku 1520, jako odpowiedź na coraz częstsze ataki ze strony francuskich i angielskich piratów. W ramach tego systemu dwie floty ciężko uzbrojonych działami galeonów oraz innych statków kupieckich płynęły corocznie z Sewilli (później z Kadyksu), przewożąc do kolonii wytworzone produkty, a później także niewolników. Jedna z flot obierała kurs na Karaiby, inna zaś na południowoamerykańskie porty Cartagena, Nombre de Dios (a później Portobelo). Po zakończeniu spraw handlowych obydwie floty spotykały się w Hawanie na Kubie skąd odbywały podróż powrotną.
Hiszpania ściśle kontrolowała handel ze swymi koloniami. Zgodnie z prawem kolonie mogły prowadzić handel wyłącznie z jednym, wyznaczonym portem hiszpańskim. Anglicy i Duńczycy próbowali zerwać ten monopol, i zakładali stowarzyszenia z Hiszpanami, jednak nie udało się im to przez ponad dwa wieki, podczas których Hiszpania stała się najbogatszym państwem Europy, i wykorzystywała swoje bogactwo w toczących się wojnach przeciwko Francji, Imperium Osmańskiemu, Anglii, a także Niderlandom. Wówczas niczym nie kontrolowany napływ cennych metali spowodował drastyczny wzrost inflacji, co stopniowo, lecz nieodwracalnie zniszczyło ekonomię, sprawiając iż Hiszpania zaczęła być niebezpiecznie zależna od dostaw z flot skarbów.
Flota przewoziła także quinto (20-procentowy podatek w metalach i towarach). Archeolodzy odkryli, iż ilość metali naprawdę przewożonych była zwykle znacznie wyższa niż oficjalnie wówczas podawana, ponieważ kupcy często uciekali się do kontrabandy i korupcji, aby transportować swe dobra nieopodatkowane.
Ten system ekonomiczny zaczął się psuć w XVII wieku. Floty skarbów były niszczone przez sztormy (floty z roku 1622, 1715, 1733 zostały zniszczone przez huragany na Karaibach), a także przez piratów i okręty wrogich państw. Ich znaczenie również spadło wraz ze spadkiem wydobycia cennych metali w amerykańskich kopalniach. Zagrożenie atakami zaś drastycznie wzrosło, gdy kolonialni rywale Hiszpanii założyli swoje własne kolonie, lub przejęli zbrojnie już te istniejące. W roku 1702 flota skarbów została całkowicie zniszczona przez siły angielsko-holenderskie w bitwie w zatoce Vigo.
Straty te osłabiły ekonomicznie Hiszpanię, dręczoną niekończącymi się wojnami i przeżywającą właśnie wówczas ekonomiczną zapaść, wraz z następującymi wciąż po sobie inflacją i deflacją.
W roku 1780 Hiszpania otworzyła swoje kolonie na wolny handel. Ostatnia flota skarbów przepłynęła w roku 1790.